# Joker (Batman)
De Joker is een fictieve superschurk uit de strips van DC Comics en een vaste vijand van Batman. Hij wordt gezien als Batmans aartsvijand en grootste tegenstander. Hij werd bedacht door Bill Finger en Bob Kane, in samenwerking met Jerry Robinson.
De Joker is een psychopaat met een bleek uiterlijk: hij heeft een witte huid, groen haar en altijd een glimlach op zijn gezicht. Het uiterlijk van de Joker is gebaseerd op het hoofdpersonage van de film The Man Who Laughs (1928).

## Ontwikkeling als stripfiguur
In zijn eerste optreden was de Joker al een gevaarlijke moordenaar. Hij dook op in twee verhalen in het eerste nummer van de eerste Batman-comic uit 1940. In het tweede ervan zou hij sterven, maar de redacteur Whitney Ellsworth verhinderde dit. Hierop groeide de Joker langzaam uit tot Batmans aartsvijand. In de jaren vijftig en zestig werd echter besloten om de strips kindvriendelijker te maken, waarop de Joker meer veranderde in een speelser figuur, die meer een enorme lastpak was. Eind jaren 1960 probeerde redacteur Julius Schwartz de strips nuchterder te maken, waarop voor de Joker nog maar weinig plaats was.
In de jaren 1970 gingen de strips van Batman weer de oorspronkelijke, duistere kant op. De Joker keerde in 1973 terug als een krankzinnige, moordzuchtige man. Korte tijd kreeg hij zelfs zijn eigen comicserie.

## Biografie
Over het leven van de Joker voordat hij de Joker werd, bestaan veel tegenstrijdige verhalen. In Detective Comics #168 werd bijvoorbeeld onthuld dat de Joker ooit een crimineel genaamd de Red Hood was. Toen hij probeerde te ontsnappen aan Batman, viel hij in een vat met zuur. In het verhaal “The Killing Joke” was de Joker vroeger een medewerker bij een chemische fabriek, die ontslag nam om een carrière in stand-upcomedy te beginnen. Hij faalde en moest om aan geld voor z'n hoogzwangere vrouw te komen, twee criminelen helpen in te breken bij de fabriek waar hij ooit werkte. Hier kreeg hij het ongeluk met chemisch afval. In de serie Batman Confidential was hij een gangster genaamd Jack, die door een woedende Batman werd uitgeleverd aan andere gangsters die hem uit wraak in de chemicaliën gooiden.
Een gegeven dat altijd aanwezig is in de achtergrondverhalen van de Joker is dat hij zo geworden is omdat hij in een vat met zuur gevallen is. Dit zuur bleekte zijn huid en brandde (in sommige versies) een eeuwige glimlach op het gezicht van de Joker. De glimlach is soms te wijten aan pogingen tot chirurgisch herstel van een zogenaamde "Glasgow smile" (opengesneden wangen). De Joker vertelt zelf ook voortdurend andere verhalen over zijn mysterieuze origine en weet mogelijk zelf niet meer precies welk van deze verhalen echt gebeurd is.
Al sinds zijn eerste optreden in de Batman-strips staat de Joker bekend als een psychopaat die veel onmenselijke misdaden op zijn geweten heeft. Hij heeft al veel personen vermoord, waaronder een deel van zijn eigen handlangers en de tweede Robin. De Joker heeft een sadistisch en excentriek gevoel voor humor, wat vaak terugkomt in zijn misdaden.
Batman en de Joker hebben al sinds hun eerste ontmoeting een obsessie voor het uitschakelen van elkaar. Ironisch genoeg hebben beiden geregeld de kans gekregen de ander om te brengen, maar het nooit zover laten komen. Dit maakt hen uniek ten opzichte van veel andere superhelden en superschurken. Enerzijds komt dit vaak vanuit de filosofie van de Joker die vindt dat hij niet zou bestaan als Batman er niet zou zijn en dat ze elkaar compleet maken. Anderzijds is het Batmans erecode om zich aan de wet te houden die hem tegenhoudt de Joker definitief te vermoorden. Het eindigt vaak met de arrestatie van de Joker, met als gevolg opsluiting in Arkham Asylum.
De Joker staat eveneens bekend als een van de meest onvoorspelbare superschurken. Daar waar veel andere superschurken regelmatig dezelfde methodes gebruiken, heeft de Joker veel verschillende gadgets tot zijn beschikking. De Joker is in de Batman-serie waarschijnlijk de slimste schurk en hij ziet zichzelf ook zo. Alhoewel de Joker veel schade aanricht is dit niet zozeer met een duidelijk doel voor ogen, veelal wil hij gewoon chaos creëren of een perverse psychologische test uitvoeren. De Joker is dan ook eerder tegen de politie omdat die nu eenmaal de orde handhaaft. Ironisch genoeg heeft de Joker een soort van sympathie voor Batman omdat hij Batman ziet als heel gelijkend aan zichzelf: ze gebruiken namelijk dezelfde wetteloze middelen om hun doel te bereiken, enkel verschilt het doel heel wat.
Bijnamen van de Joker zijn de Clown Prince of Crime, de Harlequin of Hate en de Ace of Knaves.
Sinds de televisieserie Batman: The Animated Series heeft de Joker geregeld een vrouwelijke helper en romance, genaamd Harley Quinn. Deze werd later ook opgenomen in de strips. Joker voelt wel iets voor Harley, maar door zijn karakter ontstaat er vaak ruzie.

## Krachten en vaardigheden
De Joker blijkt vaak een crimineel meesterbrein te zijn met veel verstand van chemie. Hij heeft al vele gifwapens gemaakt waarvoor hij zelf immuun is.
De Jokers vaardigheden op het gebied van vechten verschillen per strip. Sommige schrijvers zetten hem neer als een zeer bekwaam vechter die zelfs Batman aankan, terwijl anderen hem neerzetten als een fysiek zwak personage dat al met één klap kan worden uitgeschakeld.
De Joker gebruikt vaak “komische” wapens zoals vlijmscherpe speelkaarten en zuurspuitende bloemen voor zijn misdaden. Zijn bekendste wapen is het Jokergif, waardoor mensen sterven met eenzelfde starre glimlach. Dit werd geïntroduceerd in de allereerste aflevering van de strip Batman.
Een opvallend kenmerk is ook dat de Joker vaak lijkt om te komen tegen het einde van een verhaal (bijvoorbeeld doordat hij van een klif in zee valt) maar dat zijn lichaam nooit gevonden wordt, waarna hij later altijd weer opduikt.

## In andere media

### Films
- De Joker verscheen voor het eerst op het witte doek in 1966 in de film Batman (zie de televisieserie), waarin hij gespeeld wordt door Cesar Romero, de befaamde acteur uit Ocean's 11.
- De Joker was de grote slechterik in de film Batman uit 1989, gespeeld door Jack Nicholson. In deze film kreeg de Joker een achtergrondverhaal dat gerelateerd was aan dat van Batman; deze versie van de Joker was namelijk de man die, jaren ervoor, Bruce Waynes ouders vermoordde. Ook had hij een volledig alter ego: de gangster Jack Napier. Zijn permanente grijns is in deze versie te wijten aan een mislukte poging om zijn verminkte gezicht te herstellen.
- De Joker is ook te zien in The Dark Knight uit 2008, waarin hij werd vertolkt door wijlen Heath Ledger. De Joker heeft in deze film niet dezelfde ontstaansgeschiedenis als in Batman: het is volkomen onbekend wie hij is of waar hij vandaan komt. In plaats van een permanente grijns heeft hij grote littekens van een Glasgow smile, waardoor hij lijkt te glimlachen (en waar hij tegenstrijdige verhalen over vertelt). Zijn uiterlijk (wit gezicht, groen haar, rode mond) is in dit geval enkel schmink en verf. Deze versie van de Joker ziet zichzelf vooral als een dienaar van chaos: zo zorgt hij er onder andere voor dat Harvey Dent verandert in Two-Face, zaait hij overal paniek in de stad en lijkt hij zelfs niet om zijn eigen leven te bekommeren. Aan het eind van de film wordt hij gearresteerd door een SWAT-team, maar zijn uiteindelijke lot hierna wordt niet onthuld. Het was ook de bedoeling dat de Joker terug zou keren in het vervolg op The Dark Knight, maar door de dood van Heath Ledger was dat niet meer mogelijk.
  - Heath Ledger stierf enkele weken na de opnames van de film. Ledger bevestigde in enkele interviews dat hij slapeloosheid overhield aan de rol. Hij stierf op 22 januari 2008 na inname van enkele slaapmiddelen en antidepressiva. De politie gaat uit van een ongeluk.
- De Joker is ook te zien in Suicide Squad (2016), waarin hij vertolkt wordt door Jared Leto. Deze versie van de Joker is jonger dan voorgaande versies. In de film manipuleert de Joker psychiater Harleen Quinzel (Harley Quinn), waarna ze hem helpt om uit Arkham Asylum te ontsnappen. In de spin-off Birds of Prey blijkt de relatie tussen Harley Quinn en de Joker over te zijn. Leto vertolkte het personage ook in Zack Snyders versie van Justice League.
- In de geanimeerde film The Lego Batman Movie uit 2017 probeert de Joker duidelijk te maken dat hij Batman's grootste vijand is. De stem van de Joker werd voor de originele versie ingesproken door Zach Galifianakis, in de Nederlandse versie werd dit gedaan door Dennis Weening.
- In de geanimeerde film Batman Ninja (Of Ninja Battoman in het Japans) uit 2018 reist de Joker samen met Batman door de tijd naar middeleeuws Japan. De stem van de Joker wordt in het Japans gedaan door Kōichi Yamadera, in het Engels is dit Tony Hale.
- In de film Joker (2019) wordt het personage vertolkt door Joaquin Phoenix. De acteur won voor zijn vertolking een Oscar. Het alter ego van de Joker in deze film heet Arthur Fleck. Phoenix vertolkte de rol opnieuw in de vervolgfilm Joker: Folie à Deux uit 2024.
- In de film The Batman (2022) verschijnt het personage kort, gespeeld door Barry Keoghan. In de aftiteling wordt het personage "Unseen Arkham Prisoner" genoemd.

### Tv-series
- De Joker werd gespeeld door Cesar Romero in de live-action televisieserie Batman. Net zoals toentertijd in de strips, is deze Joker vooral humoristisch. Romero weigerde zijn fameuze snor af te scheren voor de rol, zodat deze soms nog onder de schmink te zien is.
- De Joker had samen met Batman en Robin een gastoptreden in twee afleveringen van de animatieserie The New Scooby-Doo Movies.
- De Joker kwam ook veel voor in het DC Animated Universe, waarin zijn stem door Mark Hamill werd gedaan:
  - Hij had een vaste rol in de serie Batman: The Animated Series. Hierin was hij voorheen een anonieme moordenaar in dienst van de maffia.
  - In Batman: Mask of the Phantasm bleek de Joker in zijn tijd als gangster betrokken te zijn bij een chantage-affaire die ervoor zorgde dat Bruce Waynes verloofde Andrea uit Gotham vertrok, waarop Bruce zijn plannen om Batman te worden doorzette.
  - Dezelfde versie van de Joker deed ook mee in de vervolgserie The New Batman Adventures.
  - In een driedelige cross-over met Superman: The Animated Series kwam de Joker naar Metropolis en betaalde Lex Luthor hem om Superman te vermoorden. Ook in een cross-over met Static Shock dook hij op.
  - In de serie Batman of the Future komt een hele straatbende voor die gekleed ging als de Joker. De Joker zelf verscheen in de bijbehorende film: Batman Beyond: Return of the Joker.
  - In de serie Justice League speelde hij ook enkele keren mee. Hij sloot zich aan bij Luthors Injustice Gang. Later probeerde hij met behulp van de Royal Flush Gang alle televisiekijkers krankzinnig te laten worden.
- In de serie The Batman kwam eveneens een versie van de Joker voor. Deze Joker had de stem van Kevin Michael Richardson en had opvallend lang, wild haar en in zijn eerste optredens een ander kostuum.
- De Joker komt ook voor in de animatiefilm Batman: Under the Red Hood. Hier is te zien hoe hij Jason Todd doodt en chaos brengt in de stad. Deze Joker is gebaseerd op de Joker uit The Dark Knight.
- In de Amerikaanse live-action misdaadserie Gotham van de zender FOX wordt de Joker vertolkt door Cameron Monaghan. Monaghan speelt twee verschillende karakters die uiteindelijk een versie van de Joker worden. De naam Joker wordt tevens nooit genoemd in de televisieserie, de karakters worden bij hun echte naam genoemd: Jeremiah en Jerome Valeska.

### Computerspellen
- Joker is de hoofdvijand van Batman in het spel Batman: Arkham Asylum. De Joker zit opgesloten in het gekkenhuis Arkham Asylum. Hij weet echter te ontsnappen en probeert samen met andere aartsvijanden van Batman de macht over te nemen. De stem van de Joker werd gedaan door Mark Hamill.
- De Joker is tevens de vijand in het vervolgspel, Batman: Arkham City. De Joker is overgeplaatst naar de nieuwe gevangenis Arkham City, een ouder gedeelte van de stad Gotham wat als gevangenis wordt gebruikt. Uiteindelijk sterft de Joker ten gevolge van het virus wat heeft hij heeft opgelopen in Arkham Asylum. De stem van de Joker werd voor dit spel weer gedaan door Mark Hamill.
- In Batman: Arkham Origins ontmoeten Batman en de Joker elkaar voor het eerst nadat de Joker zich voor had gedaan als crimineel Black Mask, door hem gevangen te nemen en zijn vriendin te doden. Halverwege het spel wordt het leven van Joker gered door Batman, tot de ergernis van de Joker. Tevens is de Joker te zien als Red Hood voordat hij in het vat met zuur valt, in een aantal terugblikken als hij praat met psychiater Harleen Quinzel. De stem van de Joker werd voor de game gedaan door Troy Baker.
- In Batman: Arkham Knight komt de Joker voor als hallucinatie van Batman vanwege Scarecrows gifgassen. De Joker werd voor dit spel tevens weer ingesproken door Mark Hamill.